# Arachnoscelis arachnoides
Arachnoscelis arachnoides är en insektsart som först beskrevs av Ludwig Redtenbacher 1891.  Arachnoscelis arachnoides ingår i släktet Arachnoscelis och familjen vårtbitare. Inga underarter finns listade i Catalogue of Life.